# Hans Ming
Hans Ming (* 3. Juli 1904 in Giswil, Kanton Obwalden; † 17. August 1986 in Sarnen) war ein Politiker der damaligen Schweizerischen Konservativen Volkspartei (KVP).

## Leben
Der promovierte Jurist Hans Ming praktizierte als Anwalt und war zusammen mit Walter Amstalden Mitinhaber einer Anwaltspraxis. Ming war von 1940 bis 1942 (Giswil) und von 1946 bis 1950 (Sarnen) Obwaldner Kantonsrat. Von 1936 bis 1950 war er Staatsanwalt. Von 1950 bis 1958 war er Obwaldner Regierungsrat (Justiz und Politisches) und von 1956 bis 1963 Vizepräsident der konservativen Partei Obwaldens.
Von 1951 bis 1963 gehörte Hans Ming dem schweizerischen Nationalrat an.